# Hemisphaeroparia cumbula
Hemisphaeroparia cumbula är en mångfotingart som beskrevs av Christoph D. Schubart 1955. Hemisphaeroparia cumbula ingår i släktet Hemisphaeroparia och familjen Fuhrmannodesmidae. Inga underarter finns listade i Catalogue of Life.